# Canis lupus arctos
Il lupo artico (Canis lupus arctos), noto anche come lupo polare o lupo bianco, è un mammifero della famiglia dei Canidi e una sottospecie di lupo grigio. Il lupo artico vive nell'Artide canadese e nelle regioni settentrionali della Groenlandia.

## Descrizione

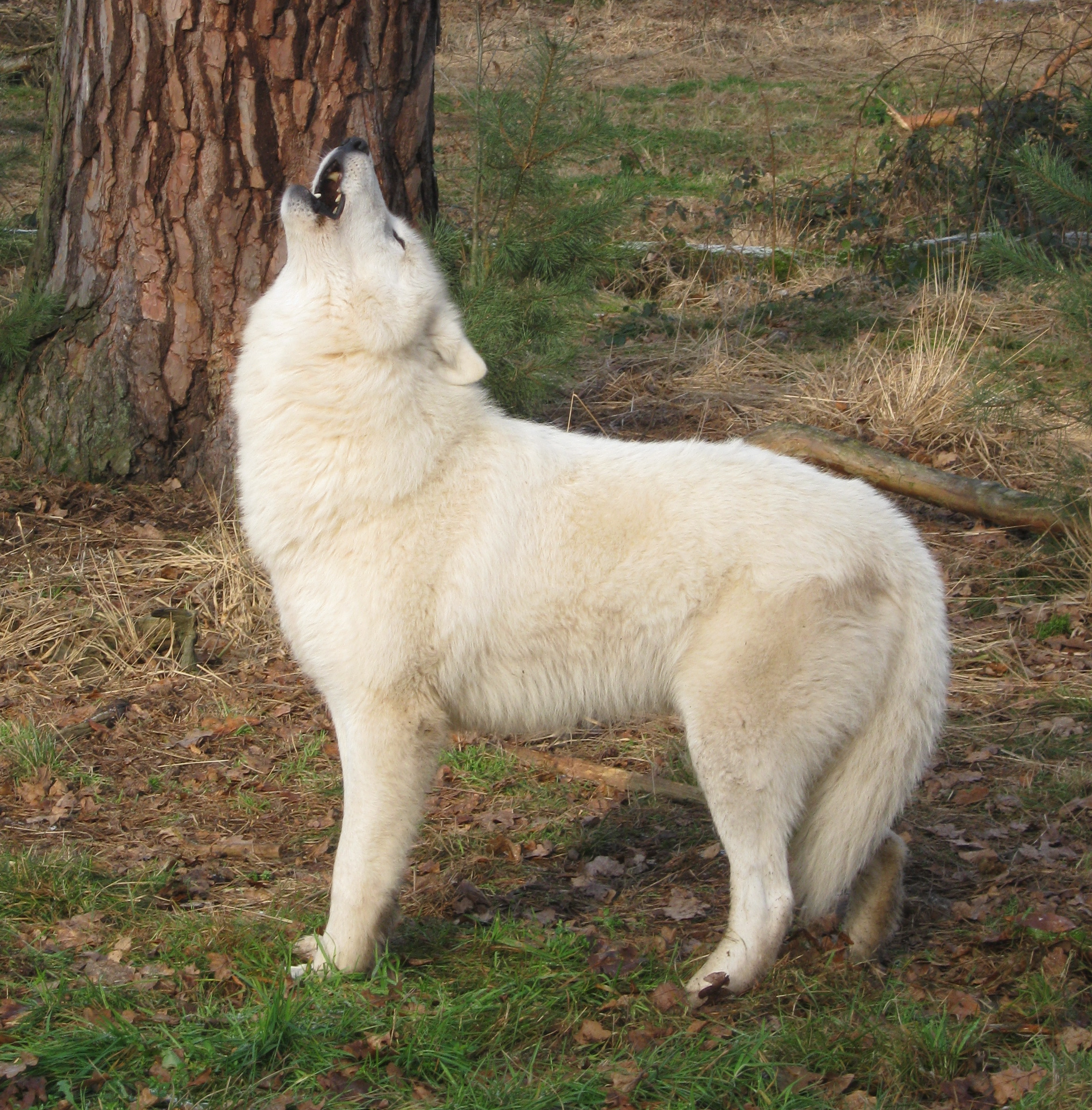
Ululato di un lupo artico

I lupi artici sono generalmente più piccoli dei lupi grigi, avendo all'incirca una lunghezza che si aggira tra gli 1,5 e gli 1,8 m compresa la coda; i maschi sono più grandi delle femmine. La loro altezza al garrese varia tra i 63/79 cm; i lupi artici sono più robusti dei lupi grigi e spesso pesano più di 45 kg.I maschi adulti raggiungono pesi fino a 70kg, le femmine 45/50kg. I lupi artici hanno solitamente orecchie piccole, il che li aiuta a trattenere il calore corporeo.
La loro aspettativa di vita si aggira generalmente tra 7-10 anni.

## Caccia
I lupi artici, come tutti i lupi, cacciano in branco; predano soprattutto buoi muschiati, ma uccidono anche un gran numero di lepri artiche e di lemming, così come altri animali più piccoli. Una loro preda comune è costituita anche dagli alci; le loro lunghe zampe rendono questi animali più lenti, che, nella neve soffice, possono anche rimanere intrappolati, divenendo quindi vulnerabili agli attacchi dei branchi di lupi. A causa della scarsità delle piante da pascolo, questi animali sono costretti a vagare su aree vaste anche più di 2.600 km² per trovare le prede e seguono i caribù in migrazione verso sud durante l'inverno. Un recente filmato di un documentario della BBC mostra che i lupi artici cacciano anche anatre.

## Riproduzione
Vedi anche: Fisiologia riproduttiva e ciclo vitale del lupo grigio
Normalmente, solamente il maschio e la femmina alfa possono accoppiarsi, ma nei grandi branchi possono farlo anche altri esemplari. A causa del suolo di permafrost dell'Artico e della difficoltà di scavarvi delle tane, i lupi artici usano spesso affioramenti rocciosi, caverne od ogni depressione poco profonda come tane; la madre dà alla luce da due a tre cuccioli tra la fine di maggio e gli inizi di giugno, circa un mese più tardi dei lupi grigi. Si ritiene generalmente che il numero di cuccioli sia inferiore rispetto alla media di 4 o 5 dei lupi grigi sia dovuto alla scarsità di prede dell'Artico. Essi nascono dopo circa 63 giorni. I lupacchiotti rimangono con la loro madre per 2 anni.

## Distribuzione
Il lupo artico ed il lupo dei boschi sono le uniche sottospecie di lupo grigio che si possono ancora trovare in tutto il loro areale originario; ciò è dovuto al fatto che nel loro habitat naturale si incontrano degli uomini solo molto raramente.

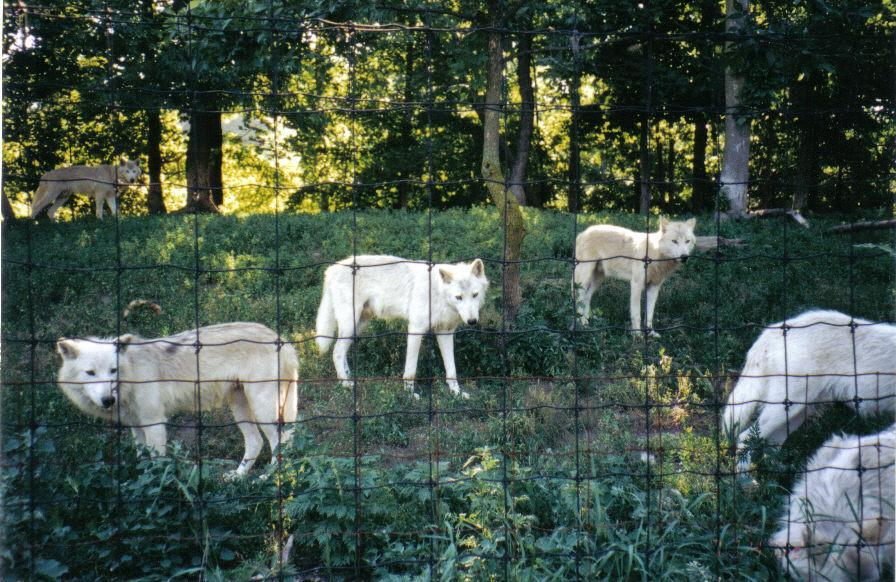
Un branco di lupi artici allo zoo di Toronto.